# 畑山神社
畑山神社（はたけやまじんじゃ）は、大阪府高槻市梶原に鎮座する神社。

## 祭神
- 天児屋根命
- 菅原道真

## 歴史
元亀年中（1570年代）丹波守が金仙寺の鎮守三十番神を合祀し、新たに殿舎を造営して、二重宝塔を建て、精舎に改めて立源山永福寺と号した。
三十番神は郷士理元入道、社職高兵衛介が日蓮上人を迎えて開眼したという。
慶長年中の火災で焼失。村民協議して再建したのが現在の社殿で、多宝塔の棟札に宝永3年（1706年）7月13日大工喜右営門の名がある。
明治元年（1868年）の神仏分離令により、明治5年（1872年）畑山神社に改める。

## 境内
- 五輪塔　寛永13年10月7日妙法蓮華経龍源院宗雲霊　　林丹波守供養塔。
- 多宝塔跡　多宝塔は昭和35年に埼玉県のユネスコ村に移築され、その後に多宝殿が造られた。
- 楠　高槻市保護樹木（平成2年6月11日指定）

## 交通
- JR京都線高槻駅高槻市営バス梶原バス停すぐ

## 周辺
- 梶原寺跡 – 「正倉院文書」に天平勝宝8歳（756年）東大寺の造営にあたり、梶原寺に瓦を6,000枚発注したとの記録がある。
- 一乗寺 – もと金仙寺